# مطار بريسال
مطار باريسال (إياتا: BZL، إيكاو: VGBR) هو مطار داخلي يخدم مدينة باريسال في بنغلاديش.

## شركات الطيران
| شركـات طيـران              | الوجهات              | Refs. |
| -------------------------- | -------------------- | ----- |
| خطوط بيمان بنغلاديش الجوية | مطار شاه جلال الدولي | [ 2 ] |
| نوفو إير                   | مطار شاه جلال الدولي | [ 3 ] |
| يو إس بنغلا للطيران        | مطار شاه جلال الدولي | [ 4 ] |